# Teleiopsis albifemorella
Teleiopsis albifemorella är en fjärilsart som beskrevs av Hofmann 1867. Teleiopsis albifemorella ingår i släktet Teleiopsis och familjen stävmalar. Inga underarter finns listade i Catalogue of Life.